# Saurashtra Cricket Association Stadium
Das Saurashtra Cricket Association Stadium, auch als Khandheri Cricket Stadium bekannt, ist ein Cricket-Stadion in Rajkot, Indien.

## Kapazität & Infrastruktur
Das Stadion hat eine Kapazität von 28.000 Plätzen und ist mit einer Flutlichtanlage ausgestattet. Die beiden Wicketenden sind das Pavilion End und das END.

## Internationales Cricket
Das erste One-Day International im Iqbal Stadion wurde im Januar 2013 zwischen Indien und England ausgetragen. Seitdem war es Spielstätte mehrerer internationaler Begegnungen. Das erste Test-Match in diesem Stadion fand im November 2016 ebenfalls zwischen Indien und England statt.

## Nationales Cricket
Das Stadion ist die Heimstätte von Saurashtra im nationalen indischen Cricket. 2016 und 2017 war es ebenfalls Heimstätte der Gujarat Lions in der Indian Premier League.